# Élections législatives de 2022 dans les Côtes-d'Armor
Les élections législatives françaises de 2022 se déroulent les 12 et 19 juin 2022. Dans les Côtes-d'Armor, cinq députés sont à élire dans le cadre de cinq circonscriptions.

## Contexte

### Résultats de l'élection présidentielle de 2022 par circonscription
| Circonscription | 1er tour | 1er tour | 1er tour | 1er tour | 1er tour  | 1er tour |         | 2d tour | 2d tour | 2d tour | 2d tour |
| Circonscription | Macron   | +/-      | Le Pen   | +/-      | Mélenchon | +/-      | Macron  | +/-     | Le Pen  | +/-     |         |
| --------------- | -------- | -------- | -------- | -------- | --------- | -------- | ------- | ------- | ------- | ------- | ------- |
| Circonscription |          |          |          |          |           |          |         |         |         |         |         |
| 1re             | 32,79 %  | 1,86     | 18,94 %  | 4,63     | 22,07 %   | 0,75     | 68,51 % | 9,17    | 31,49 % | 9,17    |         |
| 2e              | 31,81 %  | 4,85     | 22,55 %  | 5,22     | 18,57 %   | 0,33     | 61,64 % | 9,81    | 38,36 % | 9,81    |         |
| 3e              | 32,02 %  | 4,25     | 25,23 %  | 6,19     | 17,03 %   | 0,73     | 59,39 % | 11,21   | 40,61 % | 11,21   |         |
| 4e              | 26,35 %  | 0,17     | 23,85 %  | 6,41     | 22,41 %   | 1,47     | 57,88 % | 13,48   | 42,12 % | 13,48   |         |
| 5e              | 31,46 %  | 3,44     | 19,03 %  | 4,51     | 21,46 %   | 0,75     | 66,11 % | 9,72    | 33,89 % | 9,72    |         |

## Système électoral
Les élections législatives ont lieu au scrutin uninominal majoritaire à deux tours dans des circonscriptions uninominales.
Est élu au premier tour le candidat qui réunit la majorité absolue des suffrages exprimés et un nombre de voix au moins égal au quart (25 %) des électeurs inscrits dans la circonscription. Si aucun des candidats ne satisfait ces conditions, un second tour est organisé entre les candidats ayant réuni un nombre de voix au moins égal à un huitième des inscrits (12,5 %) ; les deux candidats arrivés en tête du premier tour se maintiennent néanmoins par défaut si un seul ou aucun d'entre eux n'a atteint ce seuil. Au second tour, le candidat arrivé en tête est déclaré élu.
Le seuil de qualification basé sur un pourcentage du total des inscrits et non des suffrages exprimés rend plus difficile l'accès au second tour lorsque l'abstention est élevée. Le système permet en revanche l'accès au second tour de plus de deux candidats si plusieurs d'entre eux franchissent le seuil de 12,5 % des inscrits. Les candidats en lice au second tour peuvent ainsi être trois, un cas de figure appelé « triangulaire ». Les second tours où s'affrontent quatre candidats, appelés « quadrangulaire » sont également possibles, mais beaucoup plus rares.

### Partis et nuances
Les résultats des élections sont publiés en France par le ministère de l'Intérieur, qui classe les partis en leur attribuant des nuances politiques. Ces dernières sont décidées par les préfets, qui les attribuent indifféremment de l'étiquette politique déclarée par les candidats, qui peut être celle d'un parti ou une candidature sans étiquette.
En 2022, seules les coalitions Ensemble (ENS) et Nouvelle Union populaire écologique et sociale (NUP), ainsi que le Parti radical de gauche (RDG), l'Union des démocrates et indépendants (UDI), Les Républicains (LR), le Rassemblement national (RN) et Reconquête (REC) se voient attribuer une nuance propre,,.
Tous les autres partis se voient attribuer l'une ou l'autre des nuances suivantes : DXG (divers extrême gauche), DVG (divers gauche), ECO (écologiste), REG (régionaliste), DVC (divers centre), DVD (divers droite), DSV (droite souverainiste) et DXD (divers extrême droite). Des partis comme Debout la France ou Lutte ouvrière ne disposent ainsi pas de nuance propre, et leurs résultats nationaux ne sont pas publiés séparément par le ministère, car mélangés avec d'autres partis (respectivement dans les nuances DSV et DXG),.

## Résultats

### Élus
| Circonscription                                 | Député sortant   | Parti | Parti | Groupe | Député élu ou réélu | Parti | Parti | Groupe |
| ----------------------------------------------- | ---------------- | ----- | ----- | ------ | ------------------- | ----- | ----- | ------ |
| 1re                                             | Bruno Joncour*   |       | MoDem | MoDem  | Mickaël Cosson      |       | MoDem | DEM    |
| 2e                                              | Hervé Berville   |       | LREM  | LREM   | Hervé Berville      |       | LREM  | RE     |
| 3e                                              | Marc Le Fur      |       | LR    | LR     | Marc Le Fur         |       | LR    | LR     |
| 4e                                              | Yannick Kerlogot |       | LREM  | LREM   | Murielle Lepvraud   |       | LFI   | LFI    |
| 5e                                              | Éric Bothorel    |       | LREM  | LREM   | Éric Bothorel       |       | LREM  | RE     |
| * député sortant ne se représentant pas en 2022 |                  |       |       |        |                     |       |       |        |

### Résultats à l'échelle du département

#### Résultats par coalition
| Parti et coalition                                           | Parti et coalition                                           | Parti et coalition                            | Premier tour | Premier tour | Premier tour | Second tour   | Second tour   | Second tour | Total Sièges  | +/-           |  |
| Parti et coalition                                           | Parti et coalition                                           | Parti et coalition                            | Voix         | %            | Sièges       | Voix          | %             | Sièges      | Total Sièges  | +/-           |  |
| ------------------------------------------------------------ | ------------------------------------------------------------ | --------------------------------------------- | ------------ | ------------ | ------------ | ------------- | ------------- | ----------- | ------------- | ------------- |  |
|                                                              |                                                              | La République en marche (LREM)                | 59 834       | 23,34        | 0            | 77 854        | 32,22         | 2           | 2             | 1             |  |
|                                                              | Mouvement démocrate (MoDem)                                  | 11 817                                        | 4,61         | 0            | 24 043       | 9,95          | 1             | 1           | en stagnation |               |  |
| Total Ensemble (ENS)                                         | Total Ensemble (ENS)                                         | 71 651                                        | 27,95        | 0            | 101 897      | 42,16         | 3             | 3           | 1             |               |  |
|                                                              |                                                              | La France insoumise (LFI)                     | 40 795       | 15,91        | 0            | 70 242        | 29,07         | 1           | 1             | 1             |  |
|                                                              | Europe Écologie Les Verts (EELV)                             | 14 659                                        | 5,72         | 0            | 23 264       | 9,63          | 0             | 0           | en stagnation |               |  |
|                                                              | Parti socialiste (PS)                                        | 10 980                                        | 4,28         | 0            | 16 254       | 6,73          | 0             | 0           | en stagnation |               |  |
| Total Nouvelle Union populaire écologique et sociale (NUPES) | Total Nouvelle Union populaire écologique et sociale (NUPES) | 66 434                                        | 25,92        | 0            | 109 760      | 45,42         | 1             | 1           | 1             |               |  |
|                                                              | Rassemblement national (RN)                                  | Rassemblement national (RN)                   | 35 963       | 14,03        | 0            |               |               |             | 0             | en stagnation |  |
|                                                              |                                                              | Les Républicains (LR)                         | 33 012       | 12,88        | 0            | 30 012        | 12,42         | 1           | 1             | en stagnation |  |
| Total Union de la droite et du centre (UDC)                  | Total Union de la droite et du centre (UDC)                  | 33 012                                        | 12,88        | 0            | 30 012       | 12,42         | 1             | 1           | en stagnation |               |  |
|                                                              | Dissidents NUPES                                             | Dissidents NUPES                              | 17 776       | 6,93         | 0            |               |               |             | 0             | Nv            |  |
|                                                              |                                                              | Reconquête (REC)                              | 5 082        | 1,98         | 0            | 0             | Nv            |             |               |               |  |
|                                                              | Mouvement conservateur (MC)                                  | 1 215                                         | 0,47         | 0            | 0            | Nv            |               |             |               |               |  |
|                                                              | Via, la voie du peuple (VIA)                                 | 788                                           | 0,31         | 0            | 0            | en stagnation |               |             |               |               |  |
| Total Reconquête et alliés (REC)                             | Total Reconquête et alliés (REC)                             | 7 085                                         | 2,76         | 0            | 0            | en stagnation |               |             |               |               |  |
|                                                              | Dissidents Ensemble                                          | Dissidents Ensemble                           | 3 502        | 1,37         | 0            | 0             | Nv            |             |               |               |  |
|                                                              |                                                              | Le Trèfle - Les nouveaux écologistes (LT-LNÉ) | 1 900        | 0,74         | 0            | 0             | Nv            |             |               |               |  |
|                                                              | Mouvement écologiste indépendant (MEI)                       | 904                                           | 0,35         | 0            | 0            | en stagnation |               |             |               |               |  |
| Total Tous unis pour le vivant (TUPV)                        | Total Tous unis pour le vivant (TUPV)                        | 2 804                                         | 1,09         | 0            | 0            | en stagnation |               |             |               |               |  |
|                                                              |                                                              | Union démocratique bretonne (UDB)             | 2 710        | 1,06         | 0            | 0             | en stagnation |             |               |               |  |
| Total Régions et peuples solidaires (R&PS)                   | Total Régions et peuples solidaires (R&PS)                   | 2 710                                         | 1,06         | 0            | 0            | en stagnation |               |             |               |               |  |
|                                                              | Lutte ouvrière (LO)                                          | Lutte ouvrière (LO)                           | 2 497        | 0,97         | 0            | 0             | en stagnation |             |               |               |  |
|                                                              |                                                              | Debout la France (DLF)                        | 1 659        | 0,65         | 0            | 0             | Nv            |             |               |               |  |
|                                                              | Les Patriotes (LP)                                           | 468                                           | 0,18         | 0            | 0            | Nv            |               |             |               |               |  |
| Total Union pour la France (UPF)                             | Total Union pour la France (UPF)                             | 2 127                                         | 0,83         | 0            | 0            | Nv            |               |             |               |               |  |
|                                                              | Parti animaliste (PA)                                        | Parti animaliste (PA)                         | 2 114        | 0,82         | 0            | 0             | Nv            |             |               |               |  |
|                                                              |                                                              | Parti breton (PB)                             | 1 989        | 0,78         | 0            | 0             | en stagnation |             |               |               |  |
| Total Pays unis (PU)                                         | Total Pays unis (PU)                                         | 1 989                                         | 0,78         | 0            | 0            | en stagnation |               |             |               |               |  |
|                                                              | Ensemble pour les libertés (EPL)                             | Ensemble pour les libertés (EPL)              | 1 070        | 0,42         | 0            | 0             | Nv            |             |               |               |  |
|                                                              | Parti ouvrier indépendant démocratique (POID)                | Parti ouvrier indépendant démocratique (POID) | 995          | 0,39         | 0            | 0             | en stagnation |             |               |               |  |
|                                                              | Sans étiquette (SE)                                          | Sans étiquette (SE)                           | 4 616        | 1,80         | 0            | 0             | en stagnation |             |               |               |  |
|                                                              |                                                              |                                               |              |              |              |               |               |             |               |               |  |
| Suffrages exprimés                                           | Suffrages exprimés                                           | Suffrages exprimés                            | 256 345      | 97,94        |              | 241 669       | 93,24         |             |               |               |  |
| Votes blancs                                                 | Votes blancs                                                 | Votes blancs                                  | 3 630        | 1,39         | 11 604       | 4,48          |               |             |               |               |  |
| Votes nuls                                                   | Votes nuls                                                   | Votes nuls                                    | 1 753        | 0,67         | 5 918        | 2,28          |               |             |               |               |  |
| Total                                                        | Total                                                        | Total                                         | 261 728      | 100          | 0            | 259 191       | 100           | 5           | 5             | en stagnation |  |
| Abstentions                                                  | Abstentions                                                  | Abstentions                                   | 211 389      | 44,68        |              | 213 963       | 45,22         |             |               |               |  |
| Inscrits/Participation                                       | Inscrits/Participation                                       | Inscrits/Participation                        | 473 117      | 55,32        | 473 154      | 54,78         |               |             |               |               |  |

#### Résultats par nuance
| Nuance                 | Nuance                                         | Nuance                 | Premier tour | Premier tour | Premier tour | Second tour | Second tour   | Second tour | Total Sièges | +/-           |  |
| Nuance                 | Nuance                                         | Nuance                 | Voix         | %            | Sièges       | Voix        | %             | Sièges      | Total Sièges | +/-           |  |
| ---------------------- | ---------------------------------------------- | ---------------------- | ------------ | ------------ | ------------ | ----------- | ------------- | ----------- | ------------ | ------------- |  |
|                        | Ensemble !                                     | ENS                    | 71 651       | 27,95        | 0            | 101 897     | 42,16         | 3           | 3            | 1             |  |
|                        | Nouvelle Union populaire écologique et sociale | NUP                    | 66 434       | 25,92        | 0            | 109 760     | 45,42         | 1           | 1            | 1             |  |
|                        | Rassemblement national                         | RN                     | 35 963       | 14,03        | 0            |             |               |             | 0            | en stagnation |  |
|                        | Les Républicains                               | LR                     | 27 205       | 10,61        | 0            | 30 012      | 12,42         | 1           | 1            | en stagnation |  |
|                        | Divers gauche                                  | DVG                    | 16 385       | 6,39         | 0            |             |               |             | 0            | en stagnation |  |
|                        | Divers droite                                  | DVD                    | 10 051       | 3,92         | 0            | 0           | en stagnation |             |              |               |  |
|                        | Reconquête                                     | REC                    | 7 085        | 2,76         | 0            | 0           | Nv            |             |              |               |  |
|                        | Ecologistes                                    | ECO                    | 6 309        | 2,46         | 0            | 0           | en stagnation |             |              |               |  |
|                        | Régionaliste                                   | REG                    | 4 699        | 1,83         | 0            | 0           | en stagnation |             |              |               |  |
|                        | Divers centre                                  | DVC                    | 3 502        | 1,37         | 0            | 0           | Nv            |             |              |               |  |
|                        | Divers extrême gauche                          | DXG                    | 3 492        | 1,36         | 0            | 0           | en stagnation |             |              |               |  |
|                        | Droite souverainiste                           | DSV                    | 2 127        | 0,83         | 0            | 0           | Nv            |             |              |               |  |
|                        | Divers                                         | DIV                    | 1 442        | 0,56         | 0            | 0           | en stagnation |             |              |               |  |
|                        |                                                |                        |              |              |              |             |               |             |              |               |  |
| Suffrages exprimés     | Suffrages exprimés                             | Suffrages exprimés     | 256 345      | 97,94        |              | 241 669     | 93,24         |             |              |               |  |
| Votes blancs           | Votes blancs                                   | Votes blancs           | 3 630        | 1,39         | 11 604       | 4,48        |               |             |              |               |  |
| Votes nuls             | Votes nuls                                     | Votes nuls             | 1 753        | 0,67         | 5 918        | 2,28        |               |             |              |               |  |
| Total                  | Total                                          | Total                  | 261 728      | 100          | 0            | 259 191     | 100           | 5           | 5            | en stagnation |  |
| Abstentions            | Abstentions                                    | Abstentions            | 211 389      | 44,68        |              | 213 963     | 45,22         |             |              |               |  |
| Inscrits/Participation | Inscrits/Participation                         | Inscrits/Participation | 473 117      | 55,32        | 473 154      | 54,78       |               |             |              |               |  |

### Cartes

Nuance politique des candidats arrivés en tête dans chaque commune au 1er tour.
Nuance politique des candidats arrivés en tête dans chaque commune au 2e tour.

### Résultats par circonscription

#### Première circonscription
Député sortant : Bruno Joncour (Mouvement démocrate), qui ne se représente pas.
| Candidat                 | Candidat                 | Parti et coalition       | Nuance                   | Premier tour | Premier tour | Second tour | Second tour |
| Candidat                 | Candidat                 | Parti et coalition       | Nuance                   | Voix         | %            | Voix        | %           |
| ------------------------ | ------------------------ | ------------------------ | ------------------------ | ------------ | ------------ | ----------- | ----------- |
|                          | Marion Gorgiard          | LFI (NUPES)              | NUP                      | 13 092       | 27,49        | 21 845      | 47,61       |
|                          | Mickaël Cosson           | MoDem (ENS)              | ENS                      | 11 817       | 24,81        | 24 043      | 52,39       |
|                          | Françoise Billaud        | RN                       | RN                       | 5 904        | 12,40        |             |             |
|                          | Loïc Raoult              | ex-PS                    | DVG                      | 4 689        | 9,84         |             |             |
|                          | Thierry Simelière        | H diss.                  | DVC                      | 3 502        | 7,35         |             |             |
|                          | Stéphane Briend          | SE                       | DVD                      | 3 047        | 6,40         |             |             |
|                          | Pierre-Yves Thomas       | MC                       | REC                      | 1 215        | 2,55         |             |             |
|                          | Romain Faligot           | SE                       | DVD                      | 1 197        | 2,51         |             |             |
|                          | Fanny Darras             | UDB (RPS)                | REG                      | 786          | 1,65         |             |             |
|                          | Nathalie Sergenton       | PA                       | ECO                      | 684          | 1,44         |             |             |
|                          | Alain Le Fol             | LO                       | DXG                      | 504          | 1,06         |             |             |
|                          | Yvan Lamy                | LP (UPF)                 | DSV                      | 468          | 0,98         |             |             |
|                          | Morgane Pouillard        | POID                     | DXG                      | 363          | 0,76         |             |             |
|                          | Joannic Martin,          | PB (PU)                  | REG                      | 363          | 0,76         |             |             |
|                          |                          |                          |                          |              |              |             |             |
| Votes valides            | Votes valides            | Votes valides            | Votes valides            | 47 631       | 97,69        | 45 888      | 93,50       |
| Votes blancs             | Votes blancs             | Votes blancs             | Votes blancs             | 795          | 1,63         | 2 185       | 4,45        |
| Votes nuls               | Votes nuls               | Votes nuls               | Votes nuls               | 333          | 0,68         | 1 004       | 2,05        |
| Total                    | Total                    | Total                    | Total                    | 48 759       | 100          | 49 077      | 100         |
| Abstention               | Abstention               | Abstention               | Abstention               | 43 151       | 46,95        | 42 841      | 46,61       |
| Inscrits / participation | Inscrits / participation | Inscrits / participation | Inscrits / participation | 91 910       | 53,05        | 91 918      | 53,39       |

#### Deuxième circonscription
Député sortant : Hervé Berville (La République en marche).
| Candidat                 | Candidat                 | Parti et coalition       | Nuance                   | Premier tour | Premier tour | Second tour | Second tour |
| Candidat                 | Candidat                 | Parti et coalition       | Nuance                   | Voix         | %            | Voix        | %           |
| ------------------------ | ------------------------ | ------------------------ | ------------------------ | ------------ | ------------ | ----------- | ----------- |
|                          | Hervé Berville           | LREM (ENS)               | ENS                      | 20 946       | 36,91        | 29 411      | 55,83       |
|                          | Bruno Ricard,            | EELV (NUPES)             | NUP                      | 14 659       | 25,83        | 23 264      | 44,17       |
|                          | Antoine Kieffer          | RN                       | RN                       | 9 340        | 16,46        |             |             |
|                          | Michel Desbois           | LR (UDC)                 | DVD                      | 5 807        | 10,23        |             |             |
|                          | Eugénie Crokaert         | REC                      | REC                      | 1 928        | 3,40         |             |             |
|                          | Serge Monrocq            | MEI (TUPV)               | ECO                      | 904          | 1,59         |             |             |
|                          | Sophie Hubert            | DLF (UPF)                | DSV                      | 684          | 1,21         |             |             |
|                          | Raphaël Drouillet        | PA                       | ECO                      | 582          | 1,03         |             |             |
|                          | Héléna Marie             | PB (PU)                  | REG                      | 531          | 0,94         |             |             |
|                          | Franck Bonvoisin         | EPL                      | DIV                      | 521          | 0,92         |             |             |
|                          | Lucie Herblin            | LO                       | DXG                      | 500          | 0,88         |             |             |
|                          | Jean-Luc Sicre           | POID                     | DXG                      | 343          | 0,60         |             |             |
|                          |                          |                          |                          |              |              |             |             |
| Votes valides            | Votes valides            | Votes valides            | Votes valides            | 56 745       | 97,98        | 52 675      | 92,55       |
| Votes blancs             | Votes blancs             | Votes blancs             | Votes blancs             | 777          | 1,34         | 2 828       | 4,97        |
| Votes nuls               | Votes nuls               | Votes nuls               | Votes nuls               | 390          | 0,67         | 1 414       | 2,48        |
| Total                    | Total                    | Total                    | Total                    | 57 912       | 100          | 56 917      | 100         |
| Abstention               | Abstention               | Abstention               | Abstention               | 45 493       | 43,99        | 46 512      | 44,97       |
| Inscrits / participation | Inscrits / participation | Inscrits / participation | Inscrits / participation | 103 405      | 56,01        | 103 429     | 55,03       |

#### Troisième circonscription
Député sortant : Marc Le Fur (Les Républicains).
| Candidat                 | Candidat                 | Parti et coalition       | Nuance                   | Premier tour | Premier tour | Second tour | Second tour |
| Candidat                 | Candidat                 | Parti et coalition       | Nuance                   | Voix         | %            | Voix        | %           |
| ------------------------ | ------------------------ | ------------------------ | ------------------------ | ------------ | ------------ | ----------- | ----------- |
|                          | Marc Le Fur              | LR (UDC)                 | LR                       | 20 203       | 41,69        | 30 012      | 64,87       |
|                          | Antoine Ravard,          | PS (NUPES)               | NUP                      | 10 980       | 22,66        | 16 254      | 35,13       |
|                          | Olivier Allain           | LREM (ENS)               | ENS                      | 9 049        | 18,67        |             |             |
|                          | Odile de Mellon          | RN                       | RN                       | 5 693        | 11,75        |             |             |
|                          | Marie-Pierre Lecat       | VIA                      | REC                      | 788          | 1,63         |             |             |
|                          | Jean-Pierre Lamour       | LO                       | DXG                      | 489          | 1,01         |             |             |
|                          | Bryan Tyli,              | PB (PU)                  | REG                      | 447          | 0,92         |             |             |
|                          | Marie-Thérèse Lefeuvre   | DLF (UPF)                | DSV                      | 435          | 0,90         |             |             |
|                          | Florence Nivet           | PA                       | ECO                      | 381          | 0,79         |             |             |
|                          |                          |                          |                          |              |              |             |             |
| Votes valides            | Votes valides            | Votes valides            | Votes valides            | 48 465       | 98,35        | 46 266      | 95,74       |
| Votes blancs             | Votes blancs             | Votes blancs             | Votes blancs             | 494          | 1,00         | 1 347       | 2,79        |
| Votes nuls               | Votes nuls               | Votes nuls               | Votes nuls               | 320          | 0,65         | 710         | 1,47        |
| Total                    | Total                    | Total                    | Total                    | 49 279       | 100          | 48 323      | 100         |
| Abstention               | Abstention               | Abstention               | Abstention               | 39 690       | 44,61        | 40 656      | 45,69       |
| Inscrits / participation | Inscrits / participation | Inscrits / participation | Inscrits / participation | 88 969       | 55,39        | 88 979      | 54,31       |

#### Quatrième circonscription
Député sortant : Yannick Kerlogot (La République en marche).
| Candidat                 | Candidat                 | Parti et coalition       | Nuance                   | Premier tour | Premier tour | Second tour | Second tour |
| Candidat                 | Candidat                 | Parti et coalition       | Nuance                   | Voix         | %            | Voix        | %           |
| ------------------------ | ------------------------ | ------------------------ | ------------------------ | ------------ | ------------ | ----------- | ----------- |
|                          | Murielle Lepvraud        | LFI (NUPES)              | NUP                      | 11 852       | 27,21        | 21 700      | 53,39       |
|                          | Yannick Kerlogot         | LREM (ENS)               | ENS                      | 11 296       | 25,93        | 18 947      | 46,61       |
|                          | Noël Lude                | RN                       | RN                       | 7 027        | 16,13        |             |             |
|                          | Alain Guéguen            | PS diss.                 | DVG                      | 5 552        | 12,75        |             |             |
|                          | Jean-Paul Prigent        | LR (UDC)                 | LR                       | 2 964        | 6,80         |             |             |
|                          | Arnaud Toudic            | NUPES diss.              | ECO                      | 1 391        | 3,19         |             |             |
|                          | Edwige Vinceleux         | REC                      | REC                      | 1 189        | 2,73         |             |             |
|                          | Françoise Le Scour       | UDB (RPS)                | REG                      | 647          | 1,49         |             |             |
|                          | Sylvie Lironcourt        | LO                       | DXG                      | 519          | 1,19         |             |             |
|                          | Nicolas Touzé            | PA                       | ECO                      | 467          | 1,07         |             |             |
|                          | Moulay Drissi            | SE                       | DIV                      | 372          | 0,85         |             |             |
|                          | Myriam Rolland,          | PB (PU)                  | REG                      | 286          | 0,66         |             |             |
|                          |                          |                          |                          |              |              |             |             |
| Votes valides            | Votes valides            | Votes valides            | Votes valides            | 43 562       | 97,41        | 40 647      | 91,81       |
| Votes blancs             | Votes blancs             | Votes blancs             | Votes blancs             | 766          | 1,71         | 2 292       | 5,18        |
| Votes nuls               | Votes nuls               | Votes nuls               | Votes nuls               | 390          | 0,87         | 1 336       | 3,02        |
| Total                    | Total                    | Total                    | Total                    | 44 718       | 100          | 44 275      | 100         |
| Abstention               | Abstention               | Abstention               | Abstention               | 36 361       | 44,85        | 36 821      | 45,40       |
| Inscrits / participation | Inscrits / participation | Inscrits / participation | Inscrits / participation | 81 079       | 55,15        | 81 096      | 54,60       |

#### Cinquième circonscription
Député sortant : Éric Bothorel (La République en marche).
| Candidat                 | Candidat                 | Parti et coalition       | Nuance                   | Premier tour | Premier tour | Second tour | Second tour |
| Candidat                 | Candidat                 | Parti et coalition       | Nuance                   | Voix         | %            | Voix        | %           |
| ------------------------ | ------------------------ | ------------------------ | ------------------------ | ------------ | ------------ | ----------- | ----------- |
|                          | Éric Bothorel            | LREM (ENS)               | ENS                      | 18 543       | 30,93        | 29 496      | 52,49       |
|                          | Marie-Amélie Troadec     | LFI (NUPES)              | NUP                      | 15 851       | 26,44        | 26 697      | 47,51       |
|                          | Sandrine Castek          | RN                       | RN                       | 7 999        | 13,34        |             |             |
|                          | Vincent Le Meaux,        | PS diss.                 | DVG                      | 6 144        | 10,25        |             |             |
|                          | Yves Jézéquel            | LR (UDC)                 | LR                       | 4 038        | 6,74         |             |             |
|                          | Bernard Germain          | REC                      | REC                      | 1 965        | 3,28         |             |             |
|                          | Sylvie Gioux             | LT-LNÉ (TUPV)            | ECO                      | 1 900        | 3,17         |             |             |
|                          | Trefina Kerrain          | UDB (RPS)                | REG                      | 1 277        | 2,13         |             |             |
|                          | Marielle Vicet           | EPL                      | DIV                      | 549          | 0,92         |             |             |
|                          | Erwann Leclerc           | DLF (UPF)                | DSV                      | 540          | 0,90         |             |             |
|                          | Yann Guéguen             | LO                       | DXG                      | 485          | 0,81         |             |             |
|                          | Éric Poder               | PB (PU)                  | REG                      | 362          | 0,60         |             |             |
|                          | Carine Weber             | POID                     | DXG                      | 289          | 0,48         |             |             |
|                          | Maël Piepers             | SE                       | ECO                      | 0            | 0,00         |             |             |
|                          |                          |                          |                          |              |              |             |             |
| Votes valides            | Votes valides            | Votes valides            | Votes valides            | 59 942       | 98,17        | 56 193      | 92,73       |
| Votes blancs             | Votes blancs             | Votes blancs             | Votes blancs             | 798          | 1,31         | 2 952       | 4,87        |
| Votes nuls               | Votes nuls               | Votes nuls               | Votes nuls               | 320          | 0,52         | 1 454       | 2,40        |
| Total                    | Total                    | Total                    | Total                    | 61 060       | 100          | 60 599      | 100         |
| Abstention               | Abstention               | Abstention               | Abstention               | 46 694       | 43,33        | 47 133      | 43,75       |
| Inscrits / participation | Inscrits / participation | Inscrits / participation | Inscrits / participation | 107 754      | 56,67        | 107 732     | 56,25       |